# Volker Fischer
Volker Fischer (Iserlohn, 15 agosto 1950) è uno schermidore tedesco, vincitore di una medaglia d'oro e due d'argento nella scherma ai giochi olimpici.
Continua l'attività sportiva nella categoria Master, vincendo ad esempio il campionato mondiale di categoria a Debrecen nel 2014 e a Livorno nel 2018.